# 洪胤嵩
洪胤嵩（1596年—？），河南汝寧府光州商城縣人，明末清初政治人物。

## 生平
萬曆四十三年（1615年）乙卯科河南鄉試第一名舉人（解元），順治六年（1649年）己丑科進士。授南宮縣知縣。

## 家族
父洪其烈；從父洪其道。從兄弟洪胤衡。